# 張時暘
張時暘（？—17世紀），字乂若，號貞菴，直隸安慶府懷寧縣人，明朝、南明政治人物。

## 生平
張時暘是孝廉張可選的兒子，於萬曆三十四年（1606年）中丙午應天鄉試舉人，萬曆四十四年（1616年）成丙辰科進士，工部觀政，獲授嵊縣知縣，當地強豪周氏、妖民金錫用旁門左道誘惑人民意圖不軌，他就任後立刻杖斃二人；四十六年調任臨海，鄰縣發生兵變，他前往宣諭解圍。天啓二年（1622年）遷禮部儀制司主事，六年升員外郎、主客司郎中，七年外任山東武德僉事，陞武定參議。
弘光初年，張時暘任尚寶司丞，改任太常寺丞，南京失陷後歸鄉直到去世。

## 家族
曾祖张聪士，寿官。祖张懃，夏邑县教谕。父张可选，乙卯舉人。

## 引用
1. 1 2  錢海岳《南明史·卷三十二·列傳第八》：張時暘，字乂若，懷寧人。萬曆四十四年進士。授嵊縣知縣，豪猾周氏、妖民金錫左道惑人不軌，立斃杖下。調臨海，鄰縣兵譁，往諭立解。遷主客主事、儀制員外郎、郎中，出為武德僉事，陞武定參議。
2. ↑  乾隆《當塗縣志·卷十七·選舉》：（萬曆）三十四年丙午科（舉人） 張時暘 孝廉可選子，建陽衛人，見進士
3. ↑  《萬曆四十四年丙辰科進士履歷》：張時暘，貞菴，诗四房，丁亥九月初三日生。当涂人，丙午四十，会一百三十四，三甲一百三十六名。工部政，授嵊縣知縣，戊午調臨海縣，壬戌升礼部儀制司主事，丙寅升员外，升主客司郎中，丁卯升山東参政。
4. ↑  錢海岳《南明史·卷三十二·列傳第八》：弘光初，召尚寶丞，改太嘗。南京亡，皆歸里卒。